# Oán trả oán (phim 2015)
Oán trả oán (tiếng Anh: Return to Sender) là một bộ phim tâm lý rùng rợn năm 2015 do Fouad Mikati đạo diễn và có sự tham gia của Rosamund Pike, Shiloh Fernandez và Nick Nolte.